# WEMF
Die WEMF AG für Werbemedienforschung mit Sitz in Zürich erhebt in der Schweiz und in Liechtenstein Zahlen zur Mediennutzung im Hinblick auf die zielgruppengerechte Platzierung von Anzeigenwerbung in Zeitungen und Zeitschriften. Weiter befasst sie sich mit der nationalen Leserschaftsforschung, Auflagebeglaubigung der Schweizer Presse und Zertifizierung weiterer Mediengattungen (wie DOOH und Werbung im öffentlichen Verkehr). Darüber hinaus erstellt die WEMF marketingrelevante Studien und Statistiken im Bereich Medien und Werbung.

## Studien
Das firmeneigene MACH-Forschungssystem der WEMF ist relevant für Printmedien und Kino. Mit der MACH Consumer publiziert die WEMF die grösste jährlich erscheinende Konsumstudie der Schweiz. 
Mit der MACH Values publiziert die WEMF psychografische Informationen über Leserschaften und Konsumzielgruppen. Sie verbindet die Erkenntnisse der MACH Consumer und der MACH Basic mit den Wertedimensionen der WEMF-Psychografie «Values Schweiz». Damit können Marketingzielgruppen umfassend psychografisch analysiert und definiert werden.
Vergleichsdaten für die Bewertung unterschiedlicher Media-Mixes liefert auch die Intermedia-Studie MACH Strategy. Die WEMF beauftragt die Marktforschungsinstitute LINK, intervista und M.I.S. Trend mit Telefon- und Onlinedatenerhebungen und mit der vorherigen telefonischen Teilnehmergewinnung.

## Statistiken
Die WEMF erstellt die Werbestatistik Schweiz (im Auftrag der Stiftung Werbestatistik Schweiz), die jährlich den Werbeaufwand bzw. die Werbeumsätze in der Schweiz ermittelt. Mit der Inseratestatistik der Schweizer Presse (im Auftrag des Verbands SCHWEIZER MEDIEN) informiert die WEMF monatlich über die Entwicklung des Anzeigenvolumens in den Schweizer Pressetiteln (Zeitungen, Zeitschriften und Onlinepublikationen). Die WEMF-Verbreitungsstatistik weist die geografische Verbreitung der Tages- und der Wochenpresse aus.

## Geschichte
Die WEMF wurde 1964 als neutrale, nicht gewinnorientierte Forschungsorganisation gegründet, um Transparenz im Medien- und Werbemarkt zu schaffen. Gründer und Aktionäre waren die vier wesentlichen Interessenverbände der schweizerischen Werbewirtschaft von 1964:
- LSA Leading Swiss Agencies (damals BSR Bund Schweizerischer Reklameberater)
- VSM Verband SCHWEIZER MEDIEN (damals SZV Schweizerischer Verband der Zeitungs- und Zeitschriftenverleger)
- SWA Verband Schweizerischer Werbeauftraggeber (damals SIV Schweizerischer Inserenten-Verband)
- VSW Verband Schweizerischer Werbegesellschaften (damals VSA Verband Schweizerischer Annoncen-Expeditionen)